# Марковская (Кадуйский район)
Марковская — деревня в Кадуйском районе Вологодской области.
Входит в состав Никольского сельского поселения (до 2015 года входила в Андроновское сельское поселение), с точки зрения административно-территориального деления — в Андроновский сельсовет.
Расстояние по автодороге до районного центра Кадуя — 55 км, до центра сельсовета деревни Андроново — 17 км. Ближайшие населённые пункты — Копосово, Пособково, Средний Двор.
По переписи 2002 года население — 6 человек.